# 华沙美术学院
华沙美术学院（波蘭語：Akademia Sztuk Pięknych w Warszawie）是位于波兰华沙的公立美术学院。其总部位于恰普斯基宮。

## 历史
1816年，华沙大学成立美术系，教授包括马塞洛·巴恰雷利和齐格蒙特·沃格尔。1831年华沙大学解散后，当局于1844年建立了美术学院（Szkoła Sztuk Pięknych）。

## 院系
- 绘画系
- 雕塑系
- 平面艺术系
- 艺术品保护与修复系
- 室内设计系
- 工业设计系
- 媒体艺术系

## 知名校友
- 瓦迪斯瓦夫·波德科溫斯基